# Echiniscoidea
Ordre
Les Echiniscoidea sont un ordre de l'embranchement des tardigrades.

## Liste des familles
Selon Degma, Bertolani et Guidetti, 2016 :
- Echiniscoididae Kristensen & Hallas, 1980
- Carphaniidae Binda & Kristensen, 1986
- Oreellidae Ramazzotti, 1962
- Echiniscidae Thulin, 1928

## Publication originale
- Richters, 1926 : Tardigrada. Handbuch der Zoologie, vol. 3, p. 1-67.